# هوغو جوجيل (هواة جمع الطوابع)
هوغو جوجيل (ولد في كيتو، الإكوادور، في 11 نوفمبر 1936)، هو رجل أعمال سويسري وجامع طوابع، مقيم في كولومبيا، وقع على رابطة هواة جمع الطوابع المتميزين في عام 2010.
وُلد جوجيل في كيتو، الإكوادور، عام 1936، وهو الابن الأكبر لزوجين سويسريين هاجرا إلى ذلك البلد عام 1936 قبل اندلاع الحرب العالمية الثانية. في عام 1945، انتقلت العائلة إلى كولومبيا. كان والد جوجيل صانع جبن، وقد نجح في تأسيس مشروع تجاري ناجح لإنتاج أنواع مختلفة من الجبن السويسري لبيعها للعديد من المهاجرين الأوروبيين في كولومبيا. في سوبو، بالقرب من بوغوتا، كان المناخ مناسبًا لإنتاج الحليب من قِبل مزارعي المرتفعات، على غرار قارة أوروبا شمال جبال الألب. أصبحت شركة ألبينا واحدة من أكبر شركات الأغذية في كولومبيا، بمبيعات سنوية تبلغ حوالي 700 مليون دولار أمريكي. هوغو هو شقيق إروين جوجيل، المنتج المنفذ لفيلم "بائعة الورد" المرشح لجائزة السعفة الذهبية في مهرجان كان السينمائي.

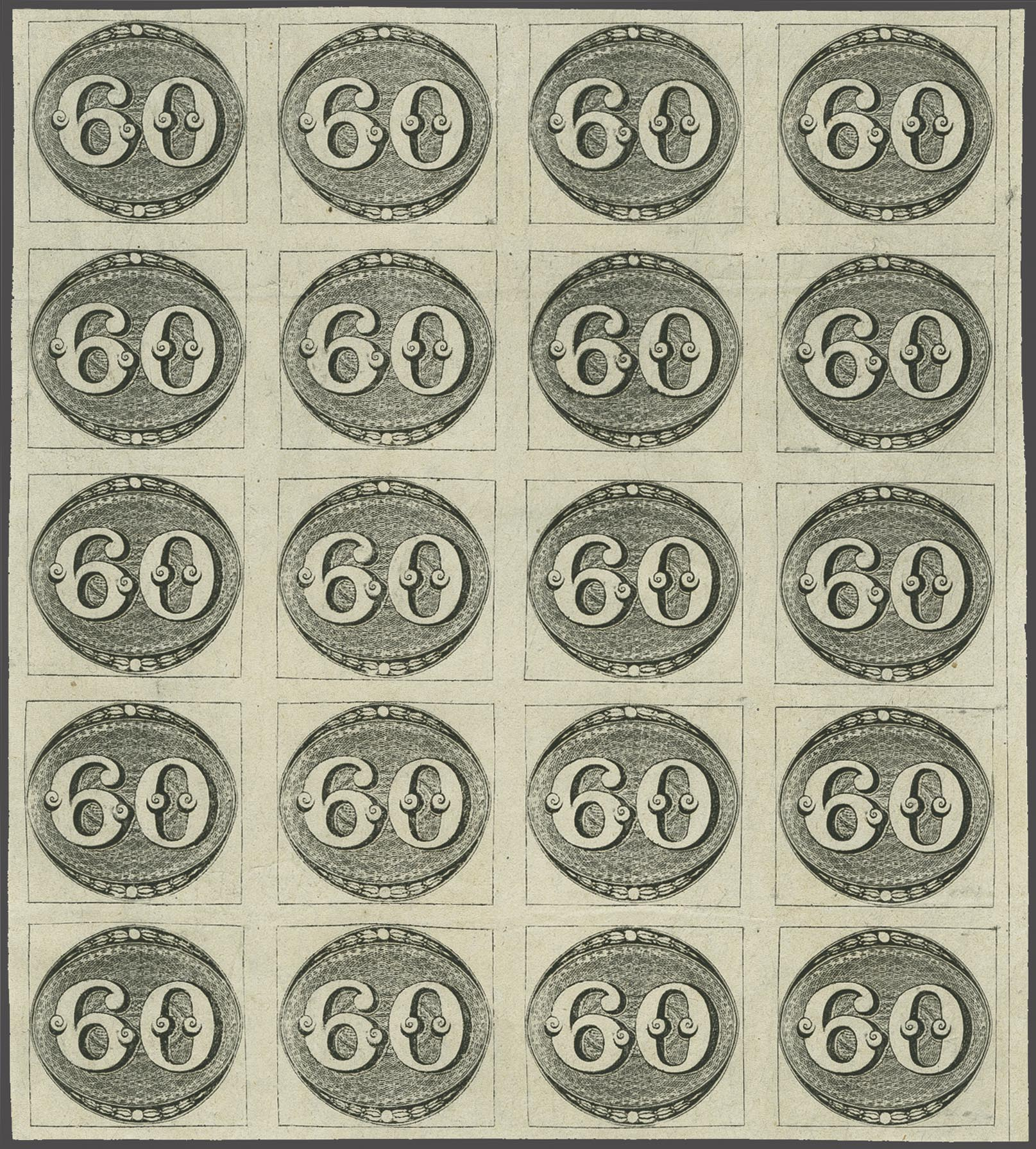
صحيفة كبيرة من طوابع "عين الثور" البرازيلية من فئة 60 ريسًا، من عام 1843، من مجموعة جوجيل. اللوحة الأولى، الفئة ب، دار سك العملة.

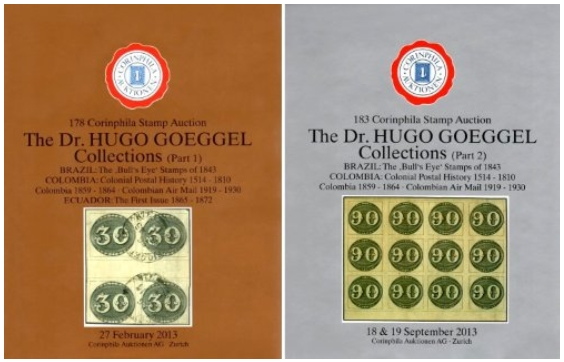
فهارس من مجموعة جوجيل في مزاد كورينفيلا لعام 2013.

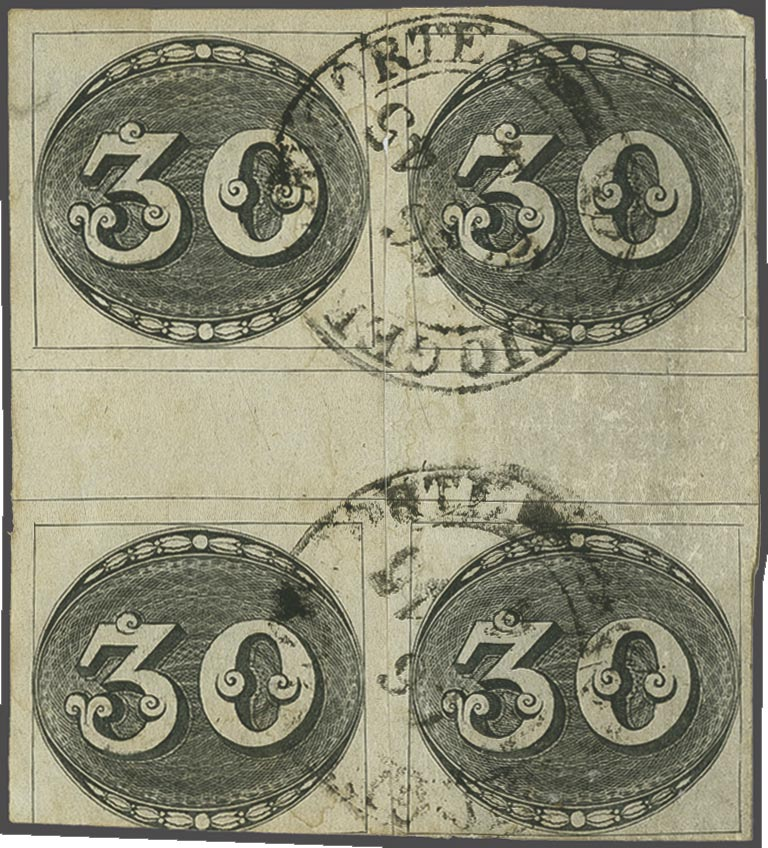
قطعة من الورق المقوى بقيمة 30 ريالًا، استخدمت عام 1845. بيعت بواسطة شركة كورينفيلا في عام 2013 مقابل 360,000 فرنك سويسري.

## التعليم والتجديف
تلقى جوجيل تعليمه المبكر في سويسرا، ولكن في سن الثانية عشرة أُرسل إلى سويسرا حيث تدرب على يد هانز برودبيك الذي عرّفه على التجديف وشغفه بجمع الطوابع. انضم جوجيل إلى نادي رودر كلوب رويس لوسيرن للتجديف، وكان عضوًا في فريق ناجح يُلقب بـ"ليكو بليتز"، فاز بالعديد من السباقات في أواخر عقد الخمسينيات من القرن العشرين. شارك في التجديف باسم سويسرا في أولمبياد روما عام 1960 في فئة الثمانية رجال.
بعد الخدمة العسكرية، درس جوجيل الكيمياء في المعهد الفيدرالي للتقنية في زيوريخ، وتخرج منهُ عام 1962. وفي عام 1967 حصل على درجة الدكتوراه من نفس المؤسسة.

## الأعمال والطموحات
عاد جوجيل إلى كولومبيا بعد حصولهِ على شهادة الدكتوراه، وتدرج في مناصب قيادية في شركات أغذية عائلية، ووسّع نطاق منتجاتهِ وحسّنها. وهو عضو مجلس إدارة في شركة ألبينا، التي تمتلك عائلة جوجيل ثلث أسهمها.

## هواية جمع الطوابع
كان جوجيل خبير في جمع الطوابع في أمريكا الجنوبية. وحاز على ميداليات ذهبية عن معروضاته عن كولومبيا: ما قبل اللصق، و"البرازيل الكلاسيكية - الإصدار الأول عام 1843"، و"الإكوادور الكلاسيكية: الإصدار الأول 1865/1872"، و"كولومبيا: التاريخ البريدي الاستعماري". ومن بين المعروضات الأخرى "كولومبيا الكلاسيكية - الإصدارات الأربعة الأولى 1859-1862"، و"كولومبيا - تطور البريد الجوي (1919-1928). وقد دوّن على خصائص ألواح وأوراق الطوابع الكولومبية القديمة. وقد فازت مجموعته "البرازيل، طوابع عين الثور" (1843) بجوائز البطولة.
في عام 2013، باعت دار مزادات كورينفيلا قطعًا من مجموعات جوجيل الحائزة على الميدالية الذهبية من البرازيل وكولومبيا والإكوادور في مزادين عُقدا في الأيام 27 فبراير و18/19 سبتمبر على التوالي. وشملت المبيعات واحدة من أهم مجموعات طوابع عين الثور البرازيلية على الإطلاق. وشملت القطع كتلة من صحيفة الطوابع فئة الـ 60 ريس المُعدّة للسك، والمكونة من عشرين طابعًا، وهي ثاني أكبر مضاعف معروف لهذا الطابع، ومئات النماذج الأخرى من الطوابع المُعدّة للسك والمستعملة والطوابع على الغلاف. وقد حقق بيع "عين الثور" في الجزء الأول وحده أكثر من 103 مليون فرنك سويسري، شاملةً علاوة المشتري (أكثر من مليون دولار أمريكي). كما عُقد مزاد آخر لكولومبيا في 20 مايو 2014.
وكان العنصر الرئيسي للبرازيل هو كتلة طوابع عين الثور المكونة من أربع طوابع، والمكونة من 30 ريس، والتي بيعت بمبلغ 360 ألف فرنك سويسري شاملةً علاوة المشتري. اكتشفت الكتلة من قبل لويس فيغيريدو فيلهو فقط في عام 1950 حيث اشتراه من دار كودا للطوابع في ريو دي جانيرو. أثبتت الكتلة المستخدمة عام 1845 وجود لوحة ثالثة للطابع كما افترض جورج نابير (توفي عام 1942) وهي المثال الوحيد الباقي لطوابع بينية بقيمة 30 ريالًا. ثم انتقلت من فيلهو إلى مجموعة نيسو فيانا الذي عرضها في مجموعات حائزة على جوائز في عقدي الخمسينيات والستينيات. ثم كانت مملوكة لرينالدو برونو براشيا الذي عرضها طوال عقد السبعينيات وأدرجها في معرضه الفائز بجائزة بطولة الدرجة الكبرى في لندن عام 1980. باعها في عام 1986 لشركة ديفيد فيلدمان مع عناصر أخرى وفي عام 1987 اشتراها باولو كوميلي في مزاد فيلدمان لصالح أنجيلو ليما الذي فاز أيضًا بجوائز معها. تم الحصول على القطعة في النهاية من قبل هوغو جوجيل في عام 1995

## جمع الطوابع المنظم
كان جوجيل رئيسًا لاتحاد هواة جمع الطوابع بين الأمريكتين (1997-2008) واتحاد هواة جمع الطوابع الكولومبي. وهو عضو سابق في مجلس هواة جمع الطوابع في المتحف البريدي الوطني، وهو مشروع مشترك بين مؤسسة سميثسونيان وخدمة البريد الأمريكية.